# 克廖内
克廖内（羅馬化：Klyony）是俄罗斯萨拉托夫州的市级镇，属该州沃利斯克区管辖。地处萨拉托夫州北部伏尔加河沿岸，在区行政中心沃利斯克市东侧、州府萨拉托夫东北方，2021年有人口2,238人。
克廖内镇曾于1996年并入毗邻的沃利斯克市。2004年再次独立，但行政地位降格为农村聚居地；其市级镇地位于四年后的2008年底恢复。